# Milan Hodža
Milan Hodža (Sučany, 1º febbraio 1878 – Clearwater, 27 giugno 1944) è stato un politico e giornalista slovacco.
Di nazionalità slovacca, dal 1935 al 1938 fu Primo ministro della Cecoslovacchia e nel dicembre del 1935 fu Presidente della Cecoslovacchia ad interim. Propugnatore dell'integrazione regionale, fu famoso per i suoi tentativi di istituire una federazione democratica degli Stati dell'Europa centrale.
Fu nipote di Michal Miloslav Hodža (politico e poeta) e padre di Fedor Hodža (politico).

## Biografia

### Prima del 1918

Carta dei proposti Stati Uniti della Grande Austria e maggiori gruppi etnici dell'Austria-Ungheria

Milan Hodža studiò alle università di Budapest e di Vienna. Incominciò la carriera di giornalista a Budapest, nel 1897. Fondò e collaborò al quotidiano Slovenský denník (1900-1901) e al settimanale Slovenský týždenník (1903-1914). Dal 1916 al 1918, fu redattore dell'ufficio stampa austriaco di Vienna.
Membro del Partito Nazionale Slovacco - all'epoca l'unico partito slovacco dell'Austria-Ungheria - divenne in seguito il riferimento ideologico e il fondatore del movimento agrario slovacco. Dacché il Partito Nazionale Slovacco non sostenne il suo programma agrario, decise di creare un nuovo partito, ma ne fu impedito dallo scoppio della Prima guerra mondiale. Diventerà fra le due guerre un importante rappresentante del movimento agrario cecoslovacco e internazionale: fondò l'International Agrarian Bureau e fu membro del suo presidium.
Milan Hodža fu molto vicino all'arciduca Francesco Ferdinando, l'erede al trono di Austria e Ungheria, a partire dalle elezioni del 1910. Gli propose un piano molto dettagliato per trasformare il Regno di Ungheria in una monarchia federale, che avrebbe compreso uno Stato slovacco autonomo. L'arciduca sperava che il federalismo avrebbe rinforzato i vincoli tra le nazioni non-magiare oppresse e la monarchia, ma la sua iniziativa fu fortemente avversata dall'élite politica ungherese.
Durante la Prima guerra mondiale, Milan Hodža fu coinvolto nei preparativi per la creazione della Ceco-Slovacchia Era membro del Consiglio nazionale slovacco del 1918-1919 e fu uno dei firmatari della Dichiarazione della Nazione Slovacca, con la quale gli Slovacchi aderirono ufficialmente al nuovo Stato cecoslovacco nel 1918.

### 1918 - 1938
Dopo la Prima guerra mondiale, divenne il leader del Partito agrario cecoslovacco in Slovacchia ed ebbe quindi notevole influenza nella politica cecoslovacca – ebbe un ruolo di primo piano nel processo di riforma agraria, nell'approvazione delle leggi sulle tasse agricole, sviluppò la sindacalizzazione, le riforme amministrative e la struttura e la politica del governo. Fra il 1936 e il 1937 cercò di lanciare un progetto di unione doganale fra Cecoslovacchia, Austria, Romania, Ungheria e Jugoslavia basata su un regime di tariffe preferenziali - un passo verso un'inedita integrazione economica della regione. Invece, il governo di Hodža fu costretto ad accettare il Patto di Monaco del 1938 e lui fu costretto a dimettersi.
A partire dal 1921 Milan Hodža fu anche professore di storia moderna all'Università Comenio di Bratislava. Fra le due guerre, collaborò alla fondazione di molti giornali slovacchi ed ebbe su di loro un grande ascendente politico e ideologico. I suoi articoli politici furono pubblicati nel volume Články, reči, štúdie 1-6 ("Articoli, discorsi, studi") (1930-1934).
Negli anni venti, fu un cecoslovacchista (cioè sostenne l'idea che Cechi e Slovacchi dovessero formare un'unica nazione), il che gli permise di raggiungere posizioni di alto livello a Praga. Nondimeno ebbe frequenti controversie con politici cechi, perché cercava di tener conto delle esigenze della Slovacchia nell'ambito cecoslovacco, esigenze non sempre considerate dal governo nazionale. Inoltre, progettò la creazione di una coalizione anticentralista. In qualche misura cambiò poi opinione - nel 1938 riconobbe la piena sovranità degli Slovacchi come nazione separata e nell'estate dello stesso anno – prima che l'autonomia slovacca fosse proclamata nell'autunno – introdusse nel programma del suo governo il suo piano personale di riforme della struttura centralista della Cecoslovacchia: si trattava di una combinazione di federalismo, autonomismo e autodeterminazione.

### 1938 - 1944
Dopo il Patto di Monaco del 1938, visse in esilio in Svizzera, Francia (1939), Gran Bretagna (1940) e dopo il 1941 negli Stati Uniti. Durante la Seconda guerra mondiale fu coautore di un memorandum sulla situazione della Slovacchia in Cecoslovacchia (ottobre 1939), in cui ripropose il suo piano del 1938. Nel novembre del 1939, istituì il Consiglio Nazionale Slovacco a Parigi come organo supremo della Resistenza slovacca. Il Consiglio Nazionale Slovacco si fuse con il Consiglio Nazionale Ceco per formare Consiglio Nazionale Ceco-Slovacco nel gennaio del 1940. Questa organizzazione era in competizione con il governo in esilio guidato da Edvard Beneš (un convinto cecoslovacchista) a Londra. I due gruppi di esiliati erano in dissidio permanente. Quando Parigi fu conquistata dai Tedeschi, i britannici presero in custodia i membri del Consiglio Nazionale Ceco-Slovacco seguendo le indicazioni di spie al servizio di Beneš. Hodža si arrese e accettò un posto di secondo piano nel governo in esilio di Beneš nel novembre del 1940. Tuttavia non partecipò alle attività del governo in esilio e si trasferì negli Stati Uniti nel 1941. In America sviluppò un piano per una Federazione dell'Europa Centrale (presentato nel libro Federation in Central Europe, 1942). Sebbene il piano ricevesse attenzione da parte degli intellettuali statunitensi e del Dipartimento di Stato, non si poté realizzare per l'inizio della Guerra fredda.
Il 27 giugno 2002 i resti di Milan Hodža furono traslati al Cimitero nazionale di Martin, nella natia Slovacchia.

## Opere
- (SK)  Milan Hodža, Slovenský rozchod s Maďarmi roku 1918, : dokumentárny výklad o jednaniach Dra Milana Hodžu ako čsl. plnomocníka s Károlyiho maďarskou vládou v listopade a prosinci 1918 o ústup maďarských vojsk zo Slovenska. (Odtisky zo "Slovenského Denníka".), Bratislava, Red. Slov. denníka, 1929 - monografia sul "divorzio" tra gli Slovacchi e gli Ungheresi nel 1918